# 찬스라인
찬스라인(CHANSLINE)은 2017년에 설립된 대한민국의 국내 최초 협업시스템 작곡가그룹이다.

## PUBLISHING
찬스라인(CHANSLINE)은 오직 아마추어 작곡가를 교육해서 프로 작곡가로 성장시키며 결국 K-Pop 시장을 주도하는 인재가 될 수 있도록 작곡가들을 육성 하는 곳이다. 찬스라인(CHANSLINE)의 20주 수업과정을 모두 마치고 나면, 작가들은 수료 후 퍼블리싱 계약에 의해 다양한 리드를 제공받아 활동 할 수 있다.
여러 기획사에서 오는 데모 리드들을 제공받아 찬스라인 내에 속해있는 여러 작가들과 협업하여 곡을 기획사로 보낼 수 있는 기회를 받을 수 있으며, 20주 동안 배운 내용들을 토대로 곡의 전체적인 완성도를 더욱 높여가는 훈련도 협업을 통해 자연스럽게 익힐 수 있다.

### 참여 작품
| 연도 | 방송사 | 제목              |
| ---- | ------ | ----------------- |
| 2021 | JTBC   | 런온              |
| 2022 | tvN    | 살인자의 쇼핑목록 |
| 2023 | JTBC   | 신성한, 이혼      |
| 2024 | TVING  | 춘화연애담        |

## STAFF

### 소속 프로듀서
| 유형     | 이름         | 비고     |
| -------- | ------------ | -------- |
| 프로듀서 | 황찬희       | 대표     |
| 프로듀서 | 장원규       | 강사     |
| 프로듀서 | 이원종       | 강사     |
| 프로듀서 | Simon Petrén | 특별강사 |

## DISCOGRAPHY
찬스라인(CHANSLINE)을 통해 입봉한 작가들이 발표한 곡들이다.

찬스라인(CHANSLINE)의 공식 홈페이지 혹은 멜론 음원사이트에 등록되어 있는 찬스라인(CHANSLINE)의 DJ플레이리스트를 확인하면 좋을 것 같다. 

https://www.melon.com/mymusic/dj/mymusicdjplaylistview_inform.htm?plylstSeq=437360016

## PARTNERSHIP
SM엔터테인먼트, 스타쉽엔터테인먼트, 냠냠엔터테인먼트, CJ엔터테인먼트, JYP엔터테인먼트, 카카오엔터테인먼트, 젤리피쉬엔터테인먼트, 미스틱, 안테나뮤직, MYM, 브랜뉴뮤직, 메이져나인, 플렉스엠, 뮤직큐브, ten2, 레온코리아, 뮤직바인, 비욘드제이, SLL, 밀리언마켓, 블록베리, 필굿뮤직, 모스트컨텐츠, 325E&C, 로그북, 터보제이케이, KDH, 제나두, 노느니특공대, 도너츠뮤직앤, 디네이션, 레이벡스, 도로시컴퍼니, 아프리카 tv, 콘텐츠테크놀로지스,
이루엔터테인먼트, 콘텐츠지음, 등등